# Sant'Angelo in Pescheria (titre cardinalice)
La diaconie cardinalice de Sant'Angelo in Pescheria est érigée dans le IXe secteur de Rome (Augustea) par le pape Étienne II le 1er juin 755 sous le nom de San Paolo Apostolo ("Saint Paul Apôtre"). En 806, son nom fut changé pour celui de Sancti Archangeli ("Saints archanges") et, plus tard, de Sancti Angeli piscium venalium puis de Sancti Angeli de piscivendulis avant de devenir finalement Sancti Angeli in Foro piscium. Au cours du temps, ce titre a été attribué indifféremment à des cardinaux-prêtres ou à des cardinaux-diacres.

## Titulaires
- Gregorio Papareschi, (1116-1130)
- Germano (ou Germain) (1130-1137), pseudo-cardinal de l'antipape Anaclet II
- Gregorio Papareschi junior (1134- vers 1141)
- Gregorio (1143-1155)
- Bonadies de Bonadie (1155-1158)
- Giovanni da Napoli (?) (1159?-1180?)
- Ermanno (vers 1165- vers 1170)
- Ugo Pierleoni (1171-1178)
- Giovanni (1178-1181 ou 1182)
- Andrea Boboni Orsini (1182-1187)
- Boson (1187-1188)
- Gregorio (1190-1202)
- Pietro di Morra (1205-1206)
- Stefano di Ceccano, s.o.c. (1212-1213)
- Romano Frangipani (ou Bonaventura ou Papareschi) (1216-1234)
- Riccardo Annibaldi di Molaria, (1237-1276)
- Landolfo Brancaccio (1294-1312)
- Pietro Colonna (1306-1326)
- Giovanni Colonna (1327-1348)
- Guillaume Noellet (1371-1394)
- Pierre Blau (ou Blain, ou Blavi) (1395-1409), pseudo-cardinal de l'antipape Benoît XIII
- Pietro Stefaneschi (1405-1409); puis (1410-1417)
- Pedro da Fonseca (1413-1422), pseudo-cardinal de l'antipape Benoît XIII
- Giuliano Cesarini senior (1430-1440 ou 1442)
- Juan de Carvajal (1446-1461) ; in commendam (1461-1469)
- Giovanni Michiel (vers 1470-1484) ; in commendam (1484-1503)
- Giuliano Cesarini junior (1503-1510)
- Federico Sanseverino (1513-1514)
- Matthäus Lang von Wellenburg (1514-1534)
- Alexandre Farnese il giovane (1534-1535)
- Ennio Filonardi, titre pro illa vice (1537-1546)
- Ranuccio Farnese (1546-1565)
- Fulvio Giulio della Corgna, (1565-1566)
- Giovanni Ricci (1566)
- Scipione Rebiba (1566-1570)
- Giovanni Antonio Serbelloni (1570-1577)
- Luigi d'Este (1577-1583)
- Filippo Guastavillani (1583-1587)
- András Bathóry (1587-1599)
- Andrea Baroni Peretti Montalto (1600-1617)
- Luigi Capponi (1620-1621)
- Francesco Boncompagni (1621-1626)
- Ippolito Aldobrandini (1626-1634)
- Marzio Ginetti (1634-1644)
- Girolamo Colonna (1644)
- Giangiacomo Teodoro Trivulzio (1644-1652)
- Vincenzo Costaguti (1652-1653)
- Lorenzo Raggi (1653-1660)
- Carlo Barberini (1660-1667)
- Carlo Gualterio (1667-1668)
- Angelo Celsi (1668-1671)
- Felice Rospigliosi (1673-1682)
- Gianfrancesco Ginetti (1682-1689)
- Gasparo Cavalieri (1689-1690)
- Francesco Barberini (1690-1715)
- Carlo Colonna (1715-1730)
- Prospero Colonna (1739-1743)
- Girolamo Colonna di Sciarra (1743-1753) ; in commendam (1753)
- Flavio Chigi (1753-1759)
- Andrea Corsini (1759-1769)
- Francesco d'Elci (1773-1787)
- Vincenzo Maria Altieri (1787-1788)
- Raniero Finocchietti (1788-1789)
- Fernando Spinelli (1789-1790)
- Filippo Campanelli (1790-1791)
- Fabrizio Dionigi Ruffo (1794-1800)
- Alphonse Hubert de Latier de Bayane (1802-1818)
- Domenico de Simone (1830-1837)
- Luigi Ciacchi (1838-1865)
- Lorenzo Nina (1877-1879)
- Frédéric de Falloux du Coudray (1879-1884)
- Isidoro Verga (1884-1891)
- vacant (1891-1914)
- Filippo Giustini (1914-1920)
- vacant (1920-1923)
- Aurelio Galli (1923-1929)
- vacant (1930-1935)
- Pietro Boetto, (1935-1938) ; titre pro illa vice (1938-1946)
- Augusto Álvaro da Silva, titre pro illa vice (1953-1968)
- vacant (1969-2009)
- Elio Sgreccia (2010-2019)
- Luis Pascual Dri (2023-2025)

## Sources
- (it) Cet article est partiellement ou en totalité issu de l’article de Wikipédia en italien intitulé « Sant'Angelo in Pescheria (diaconia) » (voir la liste des auteurs) du 11.04.2011.